# لوليس ليون
لوليس ليون (بالإسبانية: Loles León)‏ هي ممثلة إسبانية، ولدت يوم 1 أغسطس 1950 في برشلونة في إسبانيا.

## روابط خارجية
- لوليس ليون على موقع IMDb (الإنجليزية)
- لوليس ليون على موقع ألو سيني (الفرنسية)
- لوليس ليون على موقع أول موفي (الإنجليزية)
- لوليس ليون على موقع قاعدة بيانات الأفلام السويدية (السويدية)
- لوليس ليون على موقع قاعدة بيانات الفيلم (الإنجليزية)
- لوليس ليون على موقع كينوبويسك (الروسية)

لم يتم العثور على روابط لمواقع التواصل الاجتماعي.